# 卡什防波堤

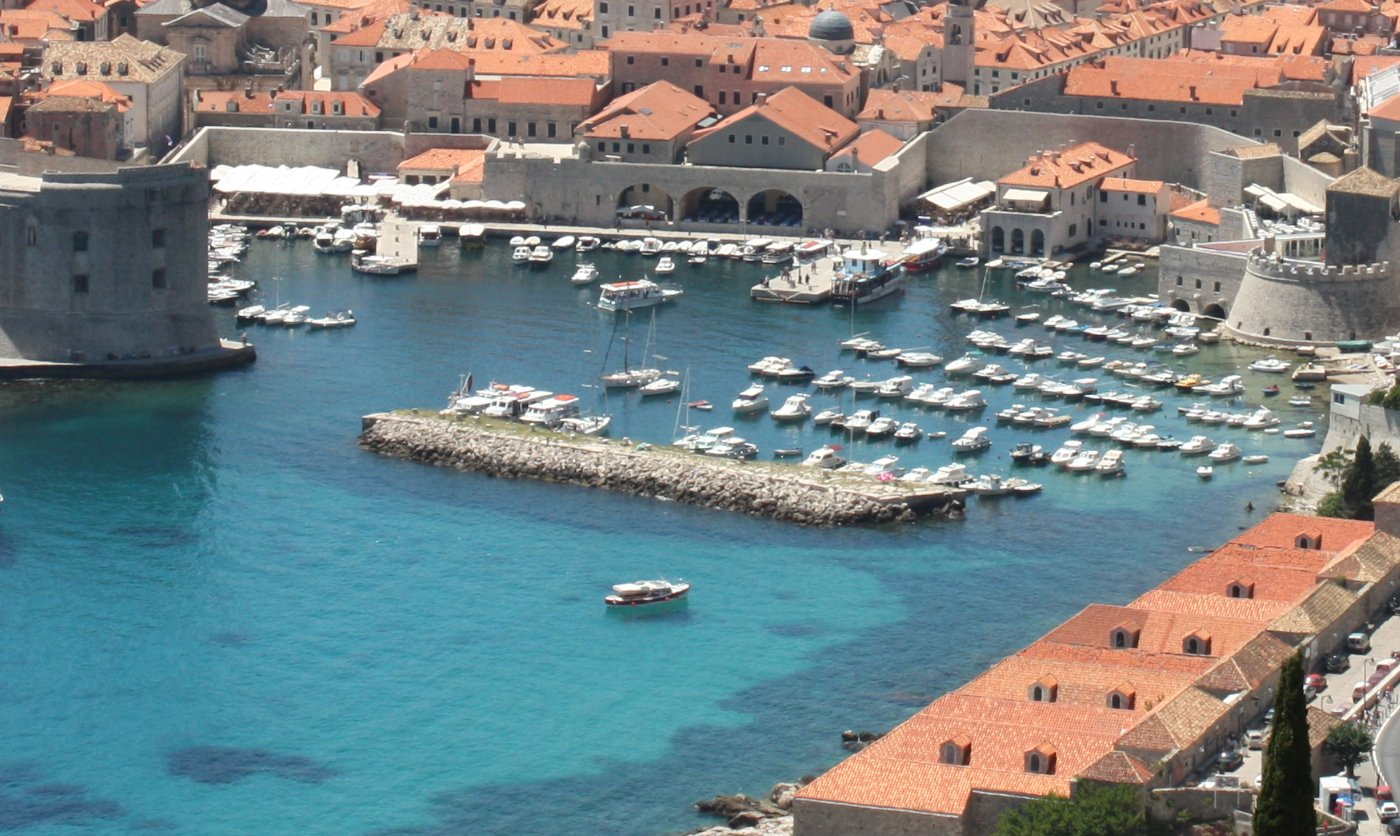
卡什防波堤

卡什防波堤（Valobran Kaše）是克罗地亚杜布罗夫尼克的一座建筑，旨在保护老城港口免受海浪侵袭。

## 历史
1347年8月26日，杜布罗夫尼克议会讨论解决南部的旧港口对西洛可风海浪暴露的问题，决定在圣伊万要塞（Tvrđava Sv. Ivan）东北方向建造 51米的防波堤。工程开始于1484年，到1487年完工。 这是拉古萨共和国共和国最著名的成就之一。建筑成本为5700达卡。 除了抵御狂风和海浪的冲击外，它们还可以抵御敌舰入侵。从对面的圣伊凡要塞到古城的东门，布置了一条又大又粗的金属链，阻碍敌舰进入。

## 恢复
卡什防波堤在1979年以及1991年的内战中受损。作为杜布罗夫尼克的一部分，卡什防波堤受到联合国教科文组织的保护。